# Juraj Rizman
Juraj Rizman (* 1. listopadu 1976, Bratislava) je slovenský komunikační poradce a moderátor, bývalý občanský aktivista zejména v oblasti ochrany lidských práv, životního prostředí a obrany občanských organizací. Veřejně je znám jako partner prezidentky Slovenska Zuzany Čaputové.

## Život
Vyrůstal v bratislavském Novém Městě. Navštěvoval sportovní gymnázium, věnoval se dráhové cyklistice. V roce 1993 se začal jako 16letý angažovat v Greenpeace Slovensko jako dobrovolník. V roce 1994 byl zadržen na žebříku chladicí věže v jaderné elektrárně Mochovce, za což dostal pořádkovou pokutu. Účastnil se několika protestních akcí, například proti testům jaderných zbraní, výstavbě atomových elektráren, v roce 2007 protestů proti těžbě dřeva v Tiché a Koprové dolině. V roce 2008 se Rizman stal ředitelem slovenského Greenpeace, který vedl až do roku 2013. Z Greenpeace odešel v roce 2016 a začal působit v občanském sdružení Via Iuris, kde měl na starosti koordinaci komunikace a kampaní.
V červnu 2019 se účastnil inaugurace prezidentky Zuzany Čaputové a stal se jejím poradcem pro oblast životního prostředí a občanskou společnost, kde působil do ledna 2020. V květnu téhož roku s prezidentkou oficiálně oznámili, že tvoří pár. Jako partner prezidentky byl nazýván první pán, první muž či první gentleman a účastnil se oficiálních akcí a státních návštěv.
Je rozveden, z předchozího manželství má syna.